# Hallstättersee
Le Hallstättersee est un lac de Haute-Autriche  situé dans la région de Salzkammergut, et parcouru par la rivière Traun, un affluent droit du Danube. 

## Géographie

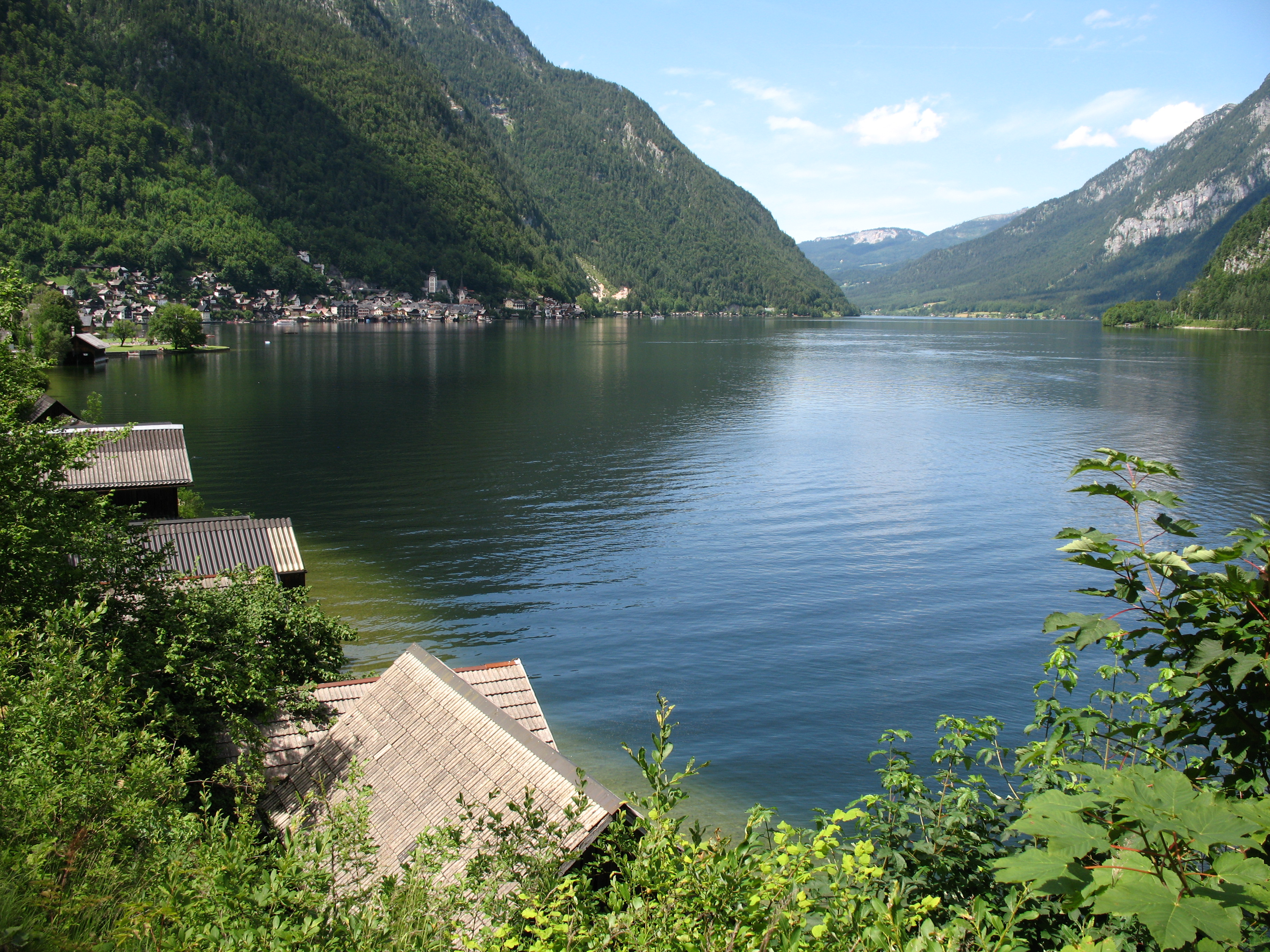
Hallstättersee

Le lac est situé au pied nord du Massif du Dachstein.
Il s'étend sur 5,9 kilomètres de long et 2,3 kilomètres de large. Le niveau d'eau est déterminé par le barrage Seeklause Steeg à l’extrémité nord du lac. Sur sa rive ouest se trouve le village pré- et protohistorique de Hallstatt.